# Open Our Eyes
Open Our Eyes es el quinto álbum de estudio de la banda estadounidense Earth, Wind & Fire. Fue publicado el 25 de marzo de 1974 a través de Columbia Records.

## Recepción de la crítica
Un escritor no especificado de la revista Cash Box comentó: “El grupo de ocho miembros ha construido una racha prodigiosa de álbumes exitosos con música sólida, dinámicas y arreglos cuidadosamente controlados y una autoproducción de calidad, faceta que han continuado aquí”. Un escritor no especificado de la revista Billboard escribió: “Lo último de esta unidad de soul/rock progresivo sostiene tanto la amplia base estilística como el núcleo temático espiritual que ha hecho que su trabajo anterior sea una prueba positiva del potencial de la banda”. Un escritor no especificado de Record World describió Open Our Eyes como “una delicia del gourmet de estos músicos de r&b poderosamente progresivos con un sabroso sabor a jazz”.

## Lista de canciones
| Lado uno |                      |                             |          |  |
| N.º      | Título               | Escritor(es)                | Duración |  |
| 1.       | «Mighty Mighty»      | Maurice White Verdine White | 3:01     |  |
| 2.       | «Devotion»           | M. White Philip Bailey      | 4:49     |  |
| 3.       | «Fair but So Uncool» | Charles Stepney Rick Giles  | 3:37     |  |
| 4.       | «Feelin' Blue»       | Kenny Altman                | 4:28     |  |
| 5.       | «Kalimba Story»      | M. White V. White           | 4:01     |  |

| Lado dos |                       |                         |          |  |
| N.º      | Título                | Escritor(es)            | Duración |  |
| 1.       | «Drum Song»           | M. White                | 5:08     |  |
| 2.       | «Tee Nine Chee Bit»   | M. White Stepney Bailey | 3:45     |  |
| 3.       | «Spasmodic Movements» | Eddie Harris            | 1:41     |  |
| 4.       | «Caribou»             | Stepney Giles           | 3:23     |  |
| 5.       | «Open Our Eyes»       | Leon Lumpkins           | 4:54     |  |

## Créditos y personal
Créditos adaptados desde las notas de álbum de Open Our Eyes.
Earth, Wind & Fire
- Maurice White – voces, batería, kalimba
- Verdine White – voces, bajo eléctrico, percusión
- Larry Dunn – piano, órgano, sintetizador Moog
- Ralph Johnson – batería, percusión
- Philip Bailey – voces, conga, percusión
- Al McKay – voces, guitarra, percusión
- Andrew Woolfolk – saxofón soprano, flauta
- Johnny Graham – guitarra, percusión

Personal técnico
- Maurice White – productor
- Joe Wissert – productor
- Charles Stepney – productor asociado, arreglos
- Earth, Wind & Fire – arreglos
- Bruce Botnick – ingeniero de audio, mezclas
- Arnie Acosta – masterización
- Pacific Eye & Ear – diseño de portada
- Lee Lawrence – fotografía
- Martine Collette – vestuario

## Posicionamiento

### Gráfica semanal
| Gráfica (1974)                            | Pico de posición |
| ----------------------------------------- | ---------------- |
| Canadá (RPM Top Albums)                   | 19               |
| Estados Unidos (Billboard Top LPs & Tape) | 15               |
| Estados Unidos (Billboard Soul LPs)       | 1                |

### Gráfica de fin de año
| Gráfica (1974)                            | Pico de posición |
| ----------------------------------------- | ---------------- |
| Estados Unidos (Billboard Top LPs & Tape) | 38               |
| Estados Unidos (Billboard Soul LPs)       | 10               |

## Certificaciones y ventas
| País                  | Certificación | Ventas    |
| --------------------- | ------------- | --------- |
| Estados Unidos (RIAA) | Platino       | 1 000 000 |